# Henryk Opienski

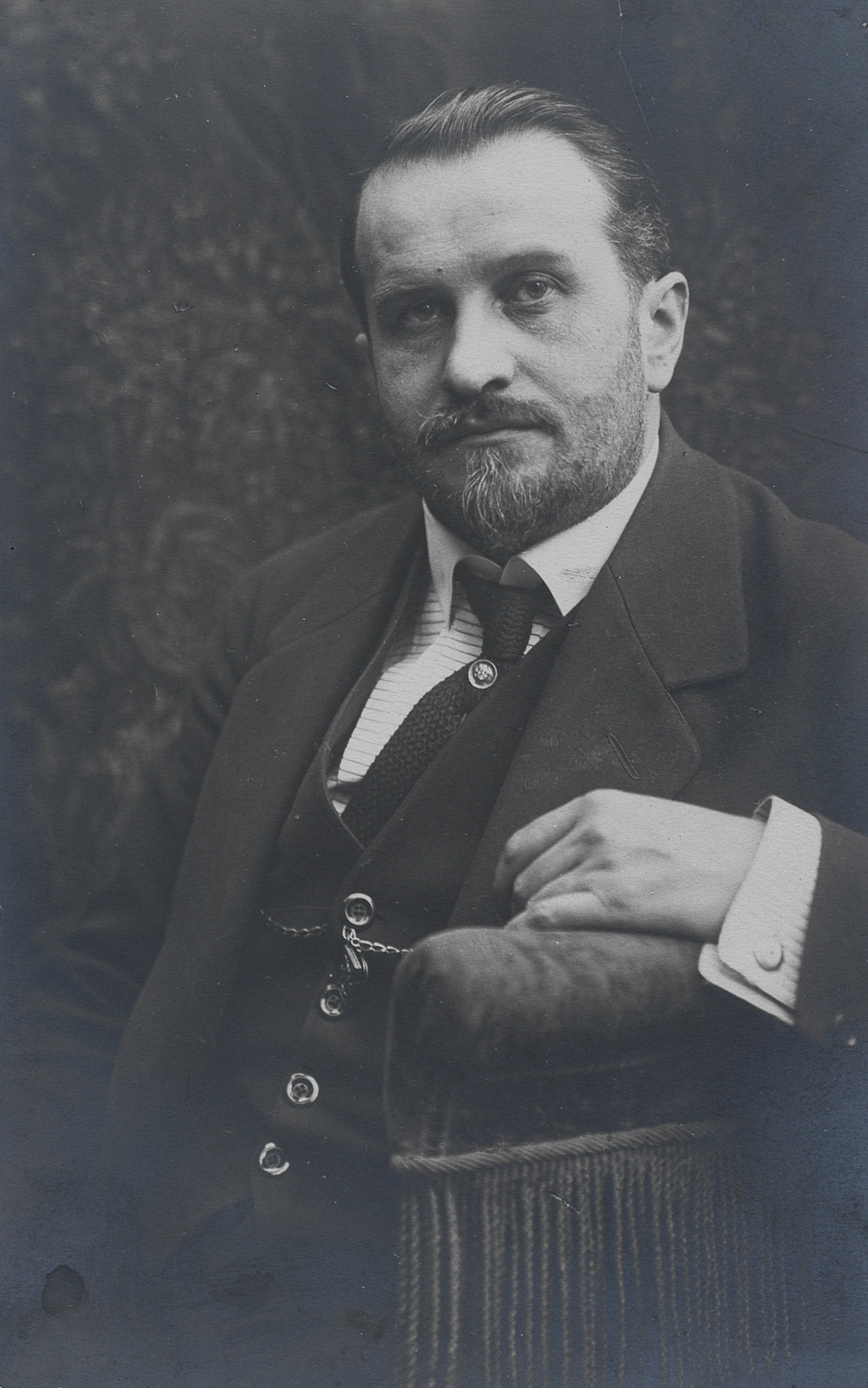
Henryk Opienski

Henryk Opienski (Cracovia, 13 gennaio 1870 – Morges, 21 gennaio 1942) è stato un compositore e musicologo polacco.

## Biografia
Dopo gli studi a Cracovia, a Parigi fu allievo di Ignacy Jan Paderewski per il pianoforte e di Vincent d'Indy per la composizione.
A Lipsia studiò musicologia presso Hugo Riemann e direzione d'orchestra presso Arthur Nikisch. Fu poi attivo a Varsavia e Losanna. Nel 1901 fondò il coro della Filarmonica di Varsavia. Fu direttore del conservatorio di Poznań dal 1920 al 1926, quindi si trasferì in Svizzera.
Sua moglie Lydia Barblan-Opienska (1890-1983), fu insegnante di canto dopo la laurea e compostrice di una cantata, pezzi per pianoforte e opere corali.

## Opere
Tra le opere teatrali da menzionare Maria e Jakób Lutnista (Jacob il suonatore di liuto), Il figliol prodigo, un oratorio,  Mickiewicz, una cantata, e diversi poemi sinfonici oltre a pezzi di musica da camera. Tra le  pubblicazioni vi sono studi su Chopin, (Frédéric Chopin, 1900) e La musica polacca del 1918. Ad Opienski si deve anche la creazione, nel 1911, della prima rivista polacca dedicata alla musicologia, Kwartalnik Muzyczny.